# Keukenhof
Keukenhof (kan oversættes til "Køkkenhave") er en blomsterpark beliggende nær Lisse, Nederlandene.
Keukenhof er verdens største blomsterpark, der i henhold til parkens egen hjemmeside rummer omkring 7.000.000 blomsterløg, der hvert år plantes i den store park. Arealmæssigt dækker området 32 hektar.

## Beliggenhed
Keukenhof ligger i Sydholland ved en lille by ved navn Lisse, syd for Haarlem og sydvest for Amsterdam. Egnen er i øvrigt kendt for den store produktion af tulipanløg og andre blomsterløg.

## Besøgsmuligheder
Keukenhof er normalt åbent for publikum fra slutningen af marts til midt i maj. Det bedste tidspunkt for at se de mange tulipaner er omkring midten af april, selvfølgelig afhængigt af vejret.
Mange busrejseselskaber, heriblandt også danske, arrangerer ture til parken. Kommer man i bil er der gode parkeringsmuligheder på stedet, der i det hele taget tydeligt er baseret på rigtig mange gæster om dagen i den relativt korte sæson.

## Historie
Keukenhof er anlagt på et jagtareal fra det 15. århundrede. Der lå oprindeligt et slot på stedet, hvor grevinden brugte stedet som urtehave, deraf navnet. Siden har skiftende ejere haft jorden i besiddelse.
Haven blev etableret i 1949 på initiativ af den daværende borgmester i Lisse. Hans ide var at lave en blomsterudstilling eller nærmere en messe, hvor avlere fra såvel Holland som resten af Europa kunne vise deres varer. Hensigten var naturligvis at fremme eksporten af blomster og blomsterløg.
Keukenhof har været verdens største blomsterpark i over 50 år.

## Billedgalleri
- Tulipanmark set fra Keukenhof
- Blomstertæppe i parken
- Blomsterkurv i Keukenhof
- Blomsterbed i Keukenhof
- Et af de mange bede
- Parti fra blomsterparken

## Links
- Keukenhofs hjemmeside